# Taguaí
Taguaí é um município brasileiro do estado de São Paulo. Pertencente à Mesorregião de Assis e à Microrregião de Itapeva. Sua população, conforme o censo do IBGE de 2022, é de 12.669 habitantes

## Toponímia
O nome do município é de origem indígena, "Tagua", barro de tijolo e "i", água, riquezas abundantes em todo o território municipal e região até hoje.

## História
Em 1890, inicia-se a ocupação territorial de Taguaí com a abertura da Fazenda Santa Rita pela família Ribeiro, de Santa Rita do Passa Quatro, quando então inúmeras famílias da primeira imigração italiana transferiram-se da chamada zona do café (Ribeirão Preto, Santa Rita do Passa Quatro, Descalvado e outras) para o sertão do Alto da Fartura.
Poucas pessoas habitavam, naquela época, o local chamado Fazenda Corrêas, e estes e os novos habitantes tinham que se abastecer de todo o necessário em Fartura, mesmo a assistência religiosa era ministrada na sede do Município.
A única via de ligação com Fartura, era uma rústica estrada aberta em plena mata, por onde escoavam a pequena produção agrícola e pecuária, à procura de centros consumidores, alcançando até as cidades de Taubaté e Cruzeiro.
Um grupo chefiado por João Meneghel, dispusera-se a fundar um patrimônio. Divergências surgiram quanto à localização ideal, assim João Floriano Martins, conhecido por João Corrêa Preto, era de opinião que o local propício seria às margens do córrego do Lageado e ao lado da única estrada existente. Manuel Joaquim Mendes insistia para que se localizasse perto de sua propriedade. Prevaleceu, no entanto, a opinião de João Meneghel que escolhera o local das "Sete Encruzilhadas", assim denominado porque desse local partiam sete trilhas para os sete bairros mais povoados. 
Com a doação de uma pequena gleba, os pioneiros erigiram em 1892 uma capela à Santa Rita, onde hoje é Praça Angelo Gobbo e no dia 3 de maio de 1892, foi levantado o primeiro cruzeiro, "Símbolo de Fé".
Com o fracionamento da Fazenda Corrêas, que possuía aproximadamente 12.000 alqueires, em pequenas propriedades, o comércio e a produção tomaram vulto. A primitiva capela já não mais comportava a crescente população, levando à edificação, em 1906, de uma nova capela, desta feita em tijolos e coberta com telhas, Onde hoje é paróquia de Santa Rita.
Em 1910, com a divisão da Fazenda Corrêas, fixou-se o perímetro do Patrimônio de Santa Cruz que tomou o nome de "Santa Rita dos Impossíveis da Concórdia". Em 1911 criou-se no município de Fartura o distrito de paz com sede no povoado Concórdia, mais tarde chamado de Ribeirópolis, em homenagem ao coronel José Deocleciano Ribeiro, proprietário da Fazenda Santa Rita e incentivador do novo distrito.
Em 1912, por lei estadual, foi criado o Distrito de Paz, com o nome de Ribeirópolis. Em 1º de janeiro de 1945 mudou de Ribeirópolis para o nome de Taguaí. Em 18 de fevereiro de 1959 foi criado o município de Taguaí e instalado em 1º de janeiro de 1960. Seu primeiro prefeito foi João Gobbo Sobrinho.

## Geografia
Localiza-se a uma latitude 23º27'07" sul e a uma longitude 49º24'32" oeste, estando a uma altitude de 575 metros.

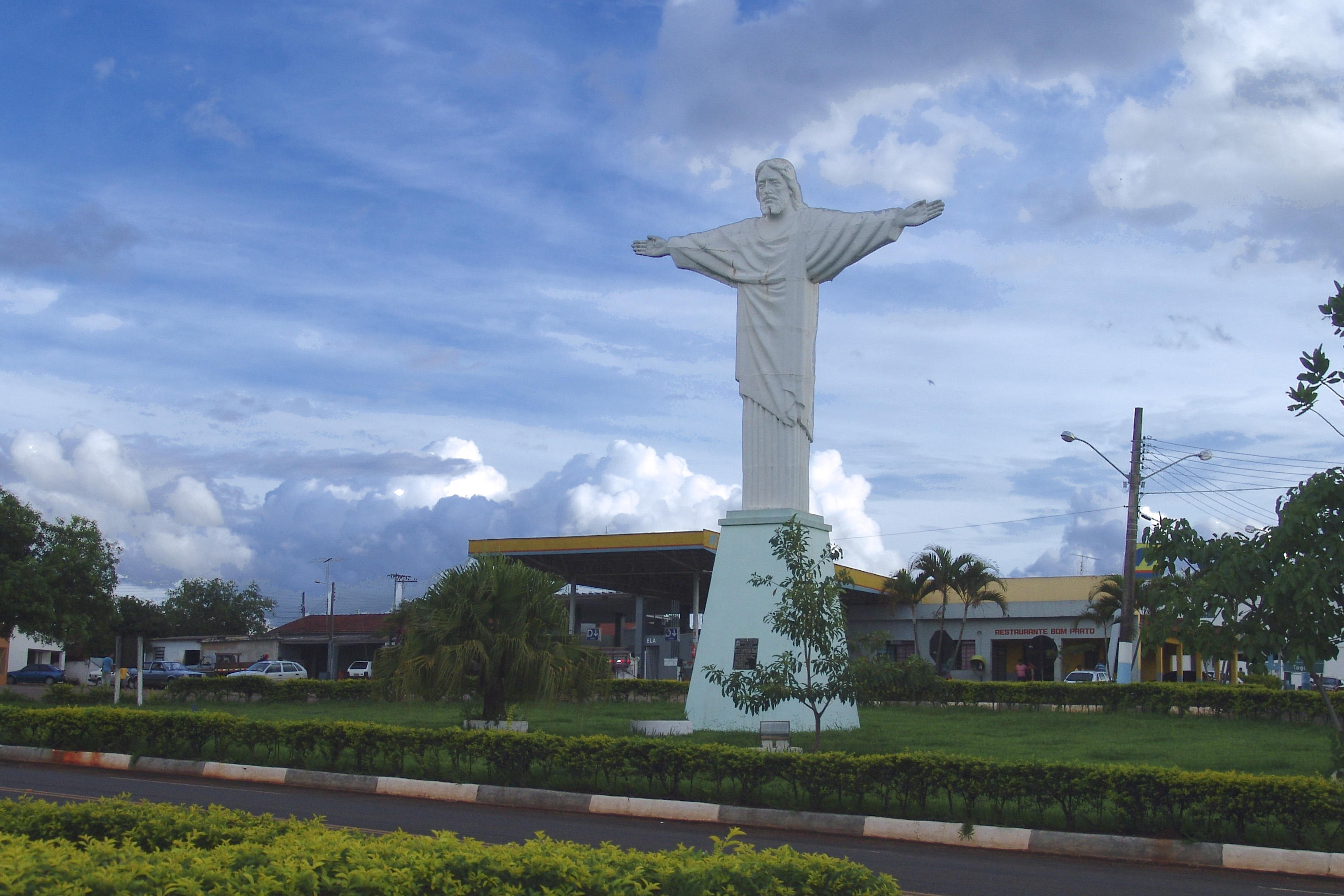
Imagem de Cristo no trevo de entrada da cidade.

### Hidrografia
- Rio Itararé
- Ribeirão Fartura - abastece o município.

### Rodovias
- SP-249

## Demografia

### População
| Crescimento populacional                             | Crescimento populacional | Crescimento populacional | Crescimento populacional |
| Ano                                                  | População Total          |                          | %±                       |
| ---------------------------------------------------- | ------------------------ | ------------------------ | ------------------------ |
| 1960                                                 | 4 815                    |                          | —                        |
| 1970                                                 | 5 618                    |                          | 16,7%                    |
| 1980                                                 | 5 744                    |                          | 2,2%                     |
| 1991                                                 | 6 428                    |                          | 11,9%                    |
| 2000                                                 | 7 468                    |                          | 16,2%                    |
| 2010                                                 | 10 828                   |                          | 45,0%                    |
| 2022                                                 | 12 669                   |                          | 17,0%                    |
| Est. 2024                                            | 13 006                   | [ 6 ]                    | 2,7%                     |
| Fontes: Censos Demográficos IBGE e Estimativas SEADE |                          |                          |                          |

## Política e administração

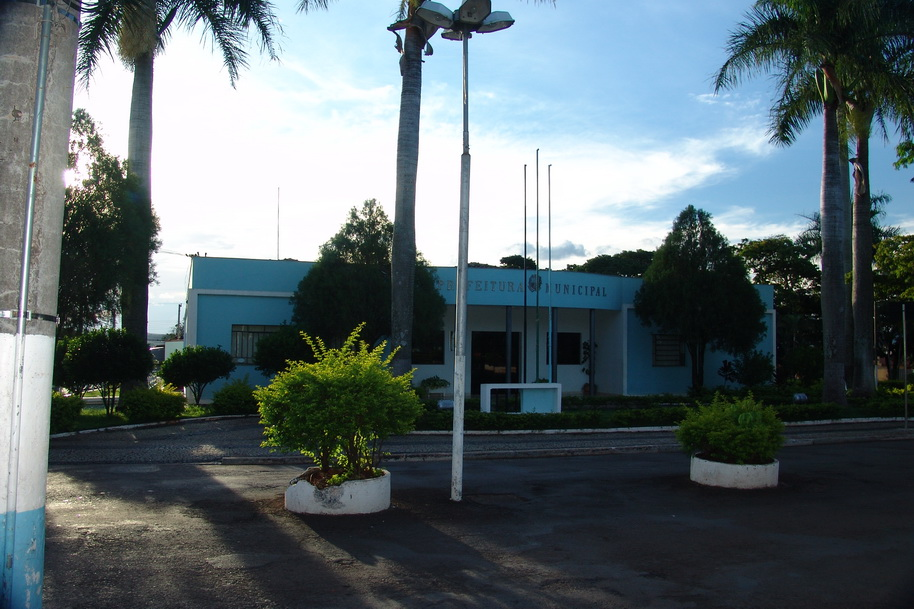
Prefeitura Municipal.

- Prefeito: Éder Carlos Fogaça da Cruz (2021/2024)
- Vice-prefeito:
- Presidente da câmara: Josué dos Santos Cruz (Tatu Benção)  (2021/2022)

## Economia
A principal atividade econômica do município é a facção de peças de vestuário, geralmente calças, em tecido jeans, sendo tal atividade responsável pela geração de grande número de empregos para os moradores bem como para a população das cidades vizinhas, razão pela qual a cidade tem crescimento com índices diferenciados dos demais da região do sudoeste paulista.

## Infraestrutura

### Transportes

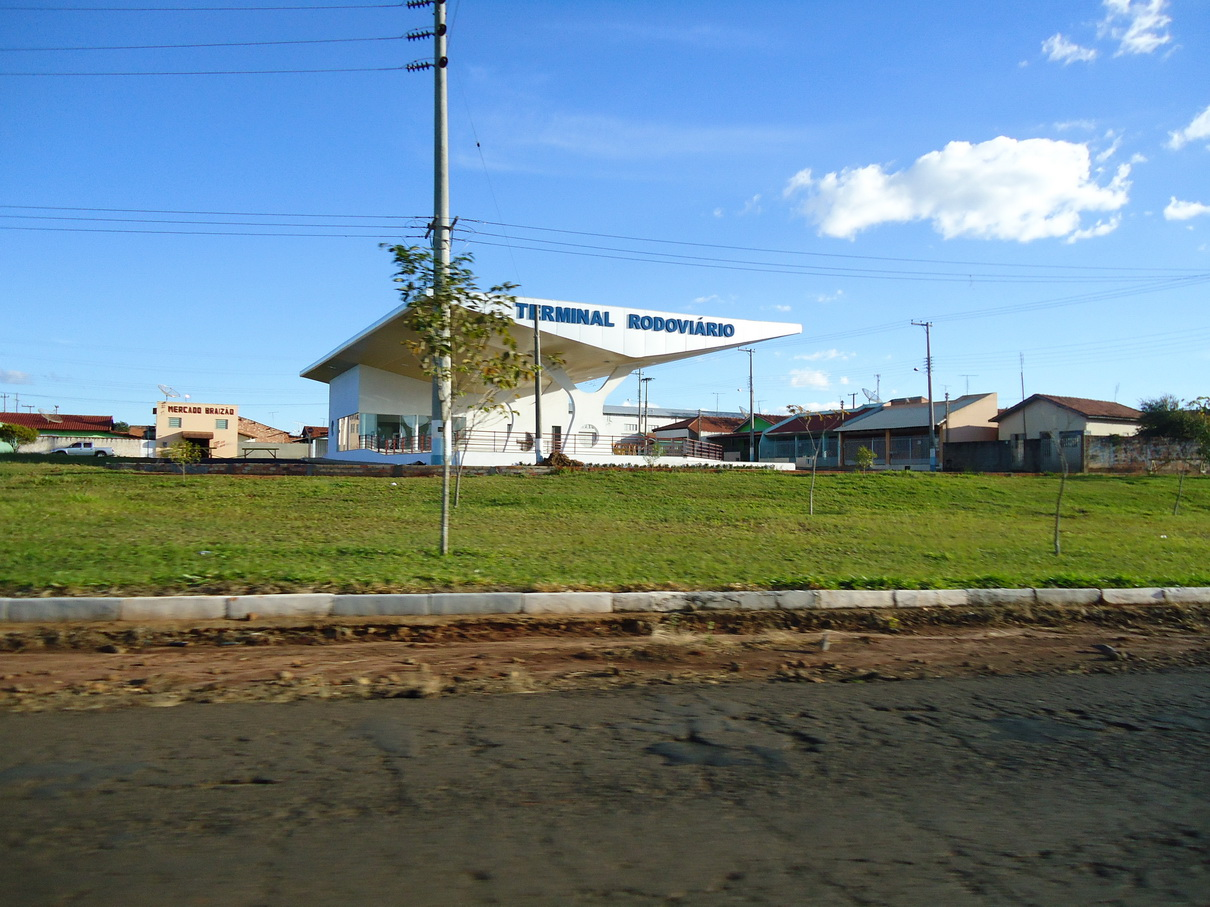
Terminal rodoviário.

Empresa Auto Ônibus Manoel Rodrigues S/A

### Comunicações
O sistema de telefones automáticos foi inaugurado na cidade em 1979 pela Telecomunicações de São Paulo (TELESP), que também implantou o sistema de discagem direta à distância (DDD) em 1985 com o código de área (0143). Anteriormente a cidade era atendida pela Companhia de Telecomunicações do Estado de São Paulo (COTESP).
Na década de 90 o código DDD da cidade foi alterado para (014), para padronização do sistema telefônico com a telefonia celular que estava sendo implantada em todo o estado.

## Religião

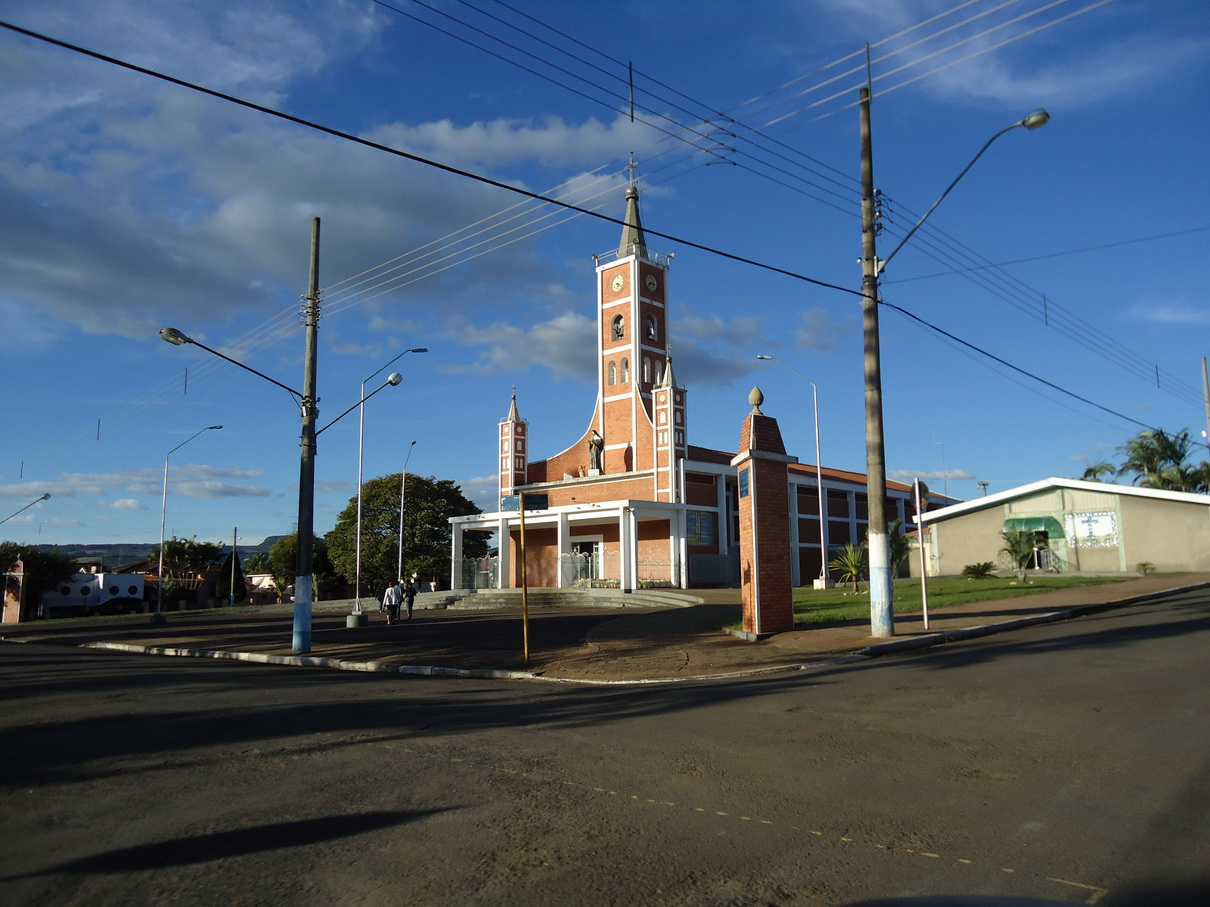
Igreja Matriz.

O Cristianismo se faz presente na cidade da seguinte forma:

### Igreja Católica
- A igreja faz parte da Diocese de Ourinhos.[15]

### Igrejas Evangélicas
Entre as igrejas protestantes históricas, pentecostais e neopentecostais, encontram-se na cidade:
- Assembleia de Deus Ministério do Belém.[18][19]
- Congregação Cristã no Brasil.[20]